# Basville
Basville település Franciaországban, Creuse megyében. Lakosainak száma 167 fő (2022. január 1.). Basville Crocq, Flayat, La Mazière-aux-Bons-Hommes, Saint-Oradoux-près-Crocq, La Villeneuve, La Celle, Fernoël és Giat községekkel határos.

## Népesség
A település népességének változása:
| Lakosok száma | 306  | 274  | 224  | 181  | 170  | 162  | 159  | 164  | 167  | 167  |
|               | 1968 | 1982 | 1990 | 2006 | 2013 | 2015 | 2017 | 2019 | 2020 | 2022 |